# Nezbudská Lúčka
Nezbudská Lúčka (bis 1927 slowakisch auch „Nezbud Lúčka“; ungarisch Óváralja – bis 1907 Nezbudlucska) ist eine Gemeinde im Norden der Slowakei mit 399 Einwohnern (Stand 31. Dezember 2024) im Okres Žilina, einem Kreis des Žilinský kraj.

## Geografie

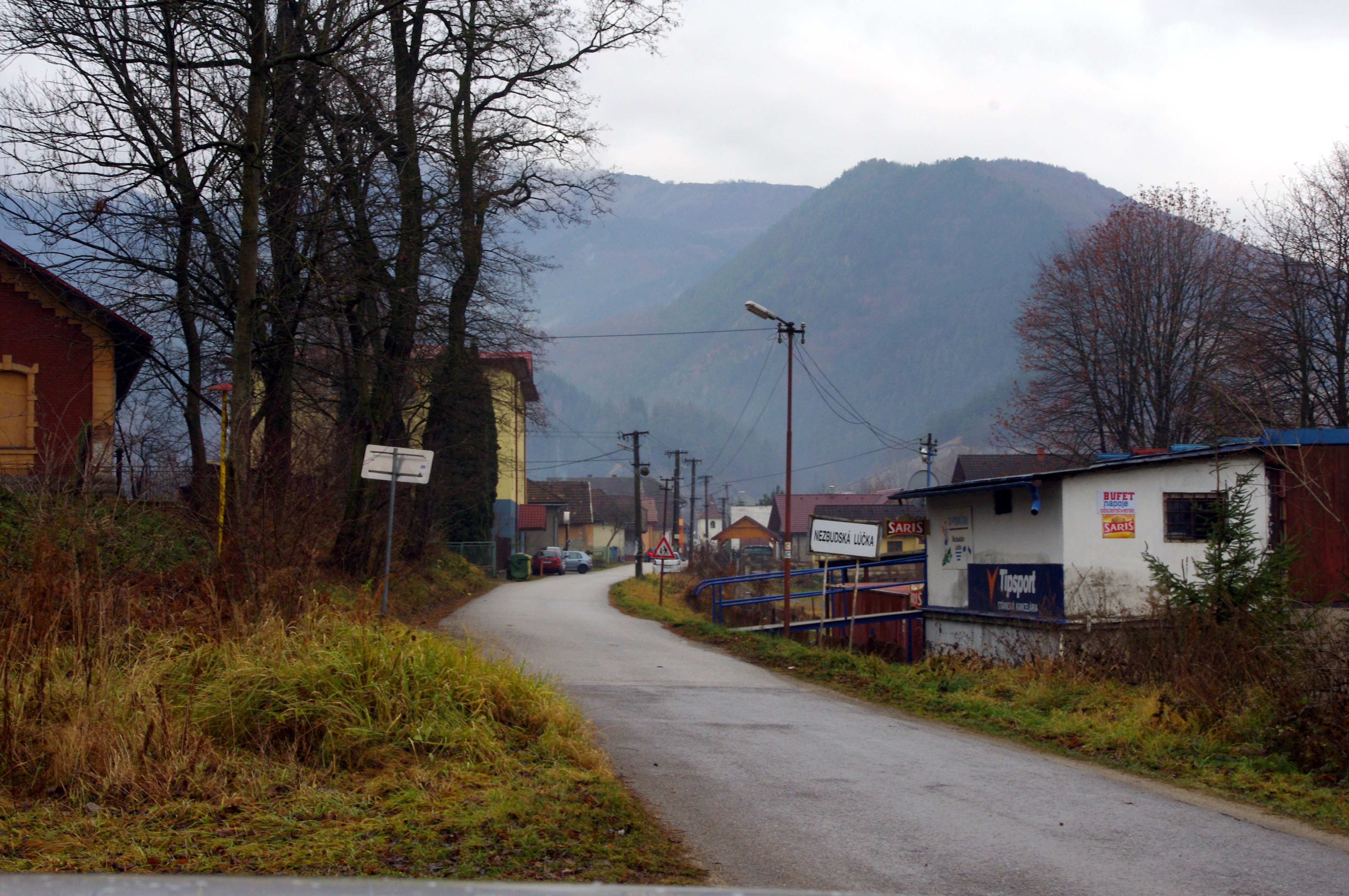
Ortseingang

Die Gemeinde befindet sich im östlichen Teil des Talkessels Žilinská kotlina am Fuße der Kleinen Fatra am rechten Ufer der Waag, gleich am Ausfluss vom Domašínsky meander, einem Engpass durch die Kleine Fatra. Das Ortszentrum liegt auf einer Höhe von 360 m n.m. und ist drei Kilometer von Rajecké Teplice sowie 12 Kilometer von Žilina entfernt.
Nachbargemeinden sind Varín im Norden, Krasňany im Nordosten, Sučany im Osten, Lipovec im Süden und Strečno im Westen und Nordwesten.

## Geschichte

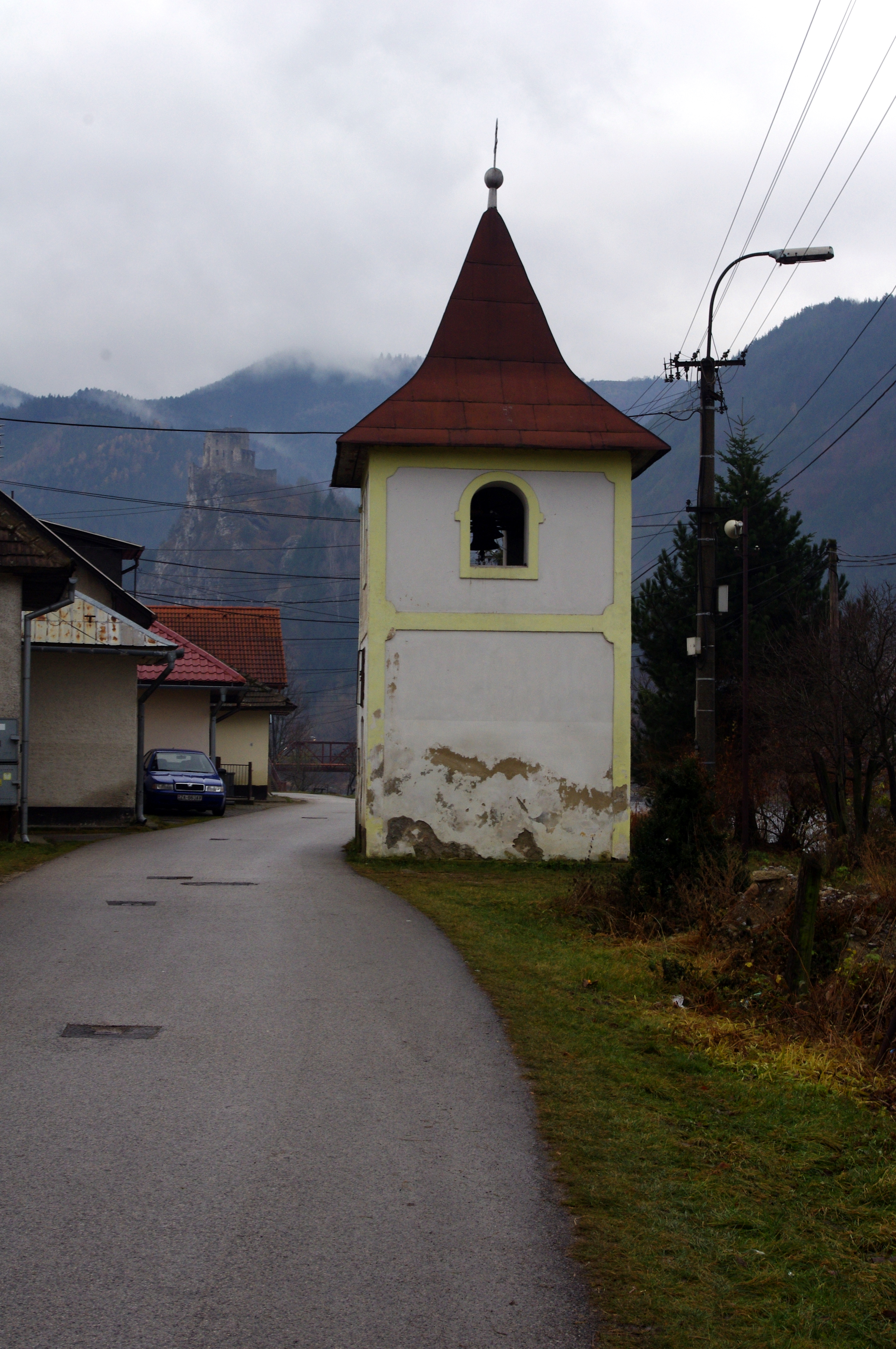
Glockenturm

Nezbudská Lúčka wurde zum ersten Mal 1439 als Vapena Lucska schriftlich erwähnt und war als Untertanendorf Teil der Herrschaftsguts von heute so genannten Starý hrad (wörtlich Alte Burg). Das Wort Vapena weist auf die zu dieser Zeit im Ort anwesenden Kalkbrenner hin, die Kalk für die Burg und Bauprojekte in der Gegend lieferten. Das heutige Adjektiv Nezbudská erhielt sie nach dem ersten Erbrichter, einem Silleiner Bürger namens Nezabud. 1828 zählte man 26 Häuser und 221 Einwohner, die als Flößer, Holzfäller und Landwirte beschäftigt waren.
Bis 1918 gehörte der im Komitat Trentschin liegende Ort zum Königreich Ungarn und kam danach zur Tschechoslowakei beziehungsweise heute Slowakei. Bis 1942 förderte man Asphalt in der Nähe des Ortes.
Von 1960 bis 1990 war Nezbudská Lúčka Ortsteil von Strečno am gegenüberliegenden Ufer der Waag.

## Bevölkerung
| Jahr                | 1994 | 2004    | 2014    | 2024    |
| ------------------- | ---- | ------- | ------- | ------- |
| Anzahl der Personen | 397  | 382     | 411     | 399     |
| Unterschied         |      | −3,77 % | +7,59 % | −2,91 % |

| Jahr                | 2023 | 2024    |
| ------------------- | ---- | ------- |
| Anzahl der Personen | 392  | 399     |
| Unterschied         |      | +1,78 % |

Gemäß der Volkszählung 2011 wohnten in Nezbudská Lúčka 394 Einwohner, davon 368 Slowaken, sechs Tschechen und ein Bulgare. 19 Einwohner machten keine Angabe zur Ethnie.
337 Einwohner bekannten sich zur römisch-katholischen Kirche, zwei Einwohner zur evangelisch-methodistischen Kirche sowie jeweils ein Einwohner zur Evangelischen Kirche A. B., zur griechisch-katholischen Kirche und zur orthodoxen Kirche; drei Einwohner bekannten sich zu einer anderen Konfession. 16 Einwohner waren konfessionslos und bei 33 Einwohnern ist die Konfession nicht ermittelt.

## Verkehr
In Nezbudská Lúčka steht die Haltestelle Strečno an der Bahnstrecke Košice–Žilina; Fernzüge halten am Bahnhof Žilina an. Es gibt eine Straße Richtung Varín mit Anschluss an die Straße 2. Ordnung 583. Es gibt eine Fußgängerbrücke sowie eine Autofähre über die Waag nach Strečno (Anschluss an die Straße 1. Ordnung 18).